# Миколай Чудотворець
Микола́й, Миколай Мирлікійський, Миколай Чудотворець (грец. Νικόλαος, лат. Nicolaus; 15 березня 270 — 6 грудня 343) — християнський священник грецького походження в Римській імперії, єпископ Мирський, святий. Народився у Патарі, в історичній області Лікія, що на той час належала Римській імперії. У молодості здійснив паломництво до Єгипту та Святої землі. Невдовзі після повернення став єпископом у Мирі Лікійській. Зазнав гонінь за правління римського імператора Діоклетіана, був ув'язнений. Звільнений у часи імператора Костянтина. Ймовірно, брав участь у Першому Нікейському соборі (325; проте старі списки єпископів-учасників не згадують його імені). Помер у Мирі, Лікія. Один із найшанованіших святих у католицьких, православних і деяких протестантських церквах. День вшанування — 6 грудня. За переказами звершив багато чудес за життя і після смерті. Перші згадки про вшанування датуються VI століттям, коли імператор Юстиніан I збудував на честь святого церкву в Константинополі. Культ святого Миколая був популярний у східнохристиянських церквах, особливо в Греції. Звідти він поширився до Італії, Німеччини, України. 991 року єпископ Регінальд склав «Житіє святого Миколая». 1087 року італійські купці перенесли тіло святого з Мири й перевезли до Барі в Італії (де його мощі зберігаються по сьогодні). Патрон Греції, України, Неаполя, Сицилії, Лотарингії, багатьох міст в Італії, Німеччині, Австрії та Бельгії; на його честь названо українське місто Миколаїв. Покровитель дітей, мандрівників, пекарів, моряків.
На основі єпископа Миколая Мирлікійського в багатьох європейських країнах було створено образ Святого Миколая, що приносить малюкам подарунки на день святого Миколая. У англомовних країнах, зокрема у США, використовується ім'я Санта Клаус, який, згідно традиції, обдаровує дітей на Різдво.
Також — святий Микола(й), Миколай Чудотворець, Миколай Мирлікійський, Миколай Мирський, Миколай з Барі.

## Імена
- Миколай Барійський (італ. Nicola di Bari) — за місцем зберігання мощей у Барі, Італія.
- Миколай Мирський (лат. Nicolaus Myrensis) — за місцем єпископської катедри в Мирі, Лікія.
- Микола Уго́дник
- Микола́й Чудотворець (грец. Νικόλαος ὁ Θαυματουργός, Nikólaos ho Thaumaturgós)
- Святи́й Миколай (грец. Ἅγιος Νικόλαος, Hágios Nikólaos; лат. Sanctus Nicolaus).

## Біографія

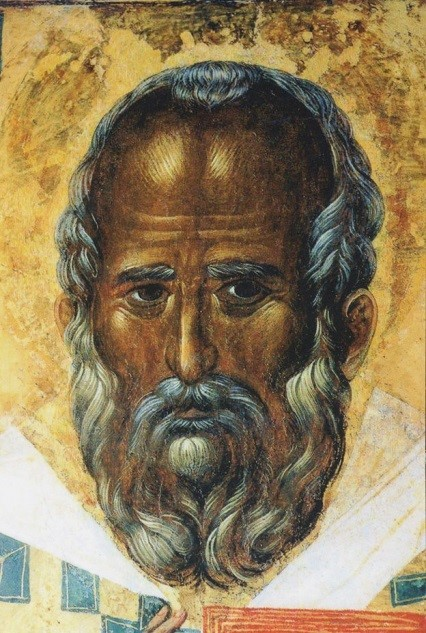
Ікона з Базиліки св. Миколая в м. Барі (Італія), яка, як вважається, була написана на основі прижиттєвого зображення святого.

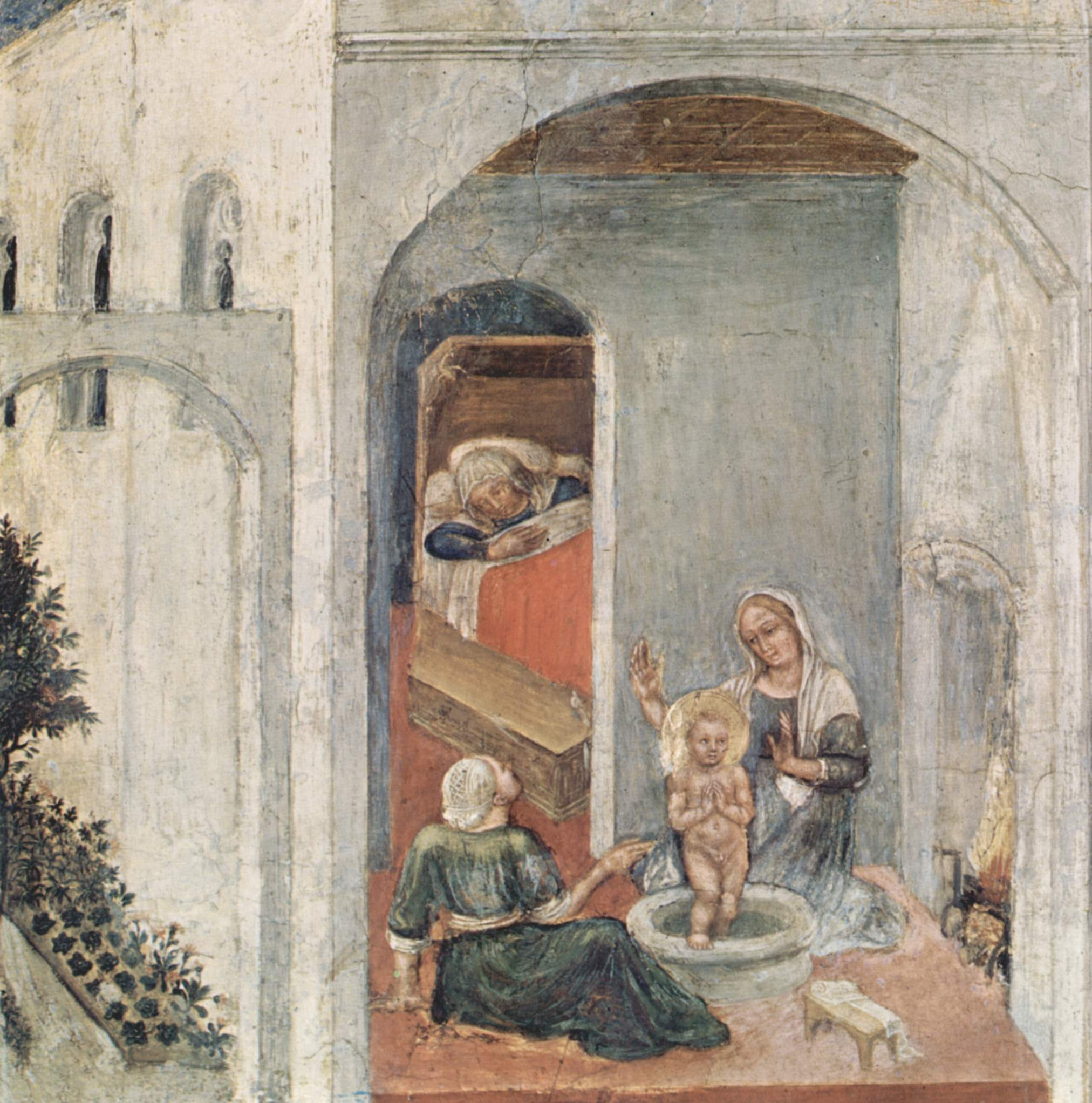
Джентіле да Фабріано. Народження святого Миколая. 1425 р.

Доказів про життя святого Миколая збереглося мало. Одними з джерел є перекази Андрія Критського (VII ст.) та монаха-студита Івана з Константинополя (V ст.).
За переказами, Миколай народився між 270 та 286 роками (умовна дата 275) в грецькому місті-колонії Патара у провінції Лікія (Мала Азія). На той час це був елліністичний регіон.
За переказами, його батьки Феофан і Нонна були багатими та глибоко віруючими християнами, які охрестили сина відразу після його народження, що було рідкістю на той час. Змалку Миколай був дуже релігійним і вирішив присвятити своє життя богослужінню. Достеменно відомо, що будучи вченим юнаком, Миколай переселяється до Мири, де продовжує навчання, а його дядько-єпископ висвячує ще молодого Миколая на священника.
Оскільки Миколай вважається покровителем моряків, існує версія, що він також був мореплавцем або рибалкою, але ймовірніше, що його родина мала певне відношення до рибальства. По смерті батьків сину залишається великий спадок. Він вирішує роздарувати майно нужденним і здійснює цей задум протягом тривалого часу. Подібні випадки доброчинності достеменно відомі та підтвердженні історичними фактами, що стосуються інших єпископів IV ст.: Амвросія Медіоланського та Василя Великого.
Роки ранньої душпастирської діяльності Миколая приходять на час сумісного правління двох римських імператорів Діоклетіана (правління 284–305) та Максиміана (правління 286–305), що й дозволяє приблизно оцінити вік Миколая. У 303 році Діоклетіан виголошує право на переслідування християн. Після абдикації обох імператорів 1 травня 305 року політика щодо християн у двох частинах імперії була різною. В той час, як у західній частині імператор Констанцій Хлор (правління 305–306) не допускає до кривавого переслідування християн, у східній частині імператор Галерій (правління 305–311) продовжує політику Діоклетіана аж до кінця свого правління і скасував це рішення лише помираючи. Цей час з 303 по 311 рр. був найдовшим періодом переслідування християн у Римській імперії.
По смерті Галерія його наступник та одночасний з ним правитель Ліциній (правління 307–324) був терпимим до християнства. В результаті чого зростає чисельність послідовників християнської віри, а разом з цим і кількість єпископів, котрі керували громадою вірян, мали значний соціальний та політичний вплив, а також багатства. Нерідко вони очолювали відповідні міста. Імовірно у цей час Миколай здобув посаду єпископа Мирійського. Для цього, згідно з тогочасними традиціями, його мали поважати та любити в тій місцевості, що звичайно було результатом доброчинності. Як і для інших єпископів того часу, популярність Миколая була запорукою його позиції та впливу.
Йому також приписують руйнування язичницьких храмів, зокрема храму Артеміди (Діани). Деякі автори пов'язують святкування Дня святого Миколая з бажанням замінити цим язичницький день святкування народження Артеміди.
Багато років святий Микола був єпископом у Мирах. Згадані вище святий Андрій Критійський та монах Іван зі Студійського монастиря (Константинополь) стверджують, що він брав участь у Першому Вселенському соборі 325 року в Нікеї. Згідно з житієм, складеним Симеоном Метафрастом в X столітті, немає фактів про ляпас опоненту Нікейського собору — Арію, але в житії зазначається, що святий Миколай був на Нікейському соборі та «рішуче повстав проти єресі Арія». У агіографії опис ляпасу з'являється лише в кінці XVII століття в Житіях святих, написаних митрополитом Димитрієм (Тупталом). Він наводиться в тексті Мінеї для 6 грудня. У мінеї авторства Димитрія (Туптала) пише, що саме через удар в лице Арія Миколая заарештували і зняли з нього сан, але до закінчення собору звільнили та виправдали, через явлення їм Ісуса Христа.
Серед підписів «символу віри» його ім'я не значиться, проте список збережено не повністю. Єпископ Теогнід Нікейський належить до персон, чия участь у соборі історично підтверджена. Згідно Андрія Критського, Теогнід переконав Миколая в православному світобаченні.
Помер приблизно у 342 році. День смерті святого Миколи відзначають як День Святого Миколи щороку 6 грудня (церкви, що користуються юліанським календарем, відзначають це свято 19 грудня).

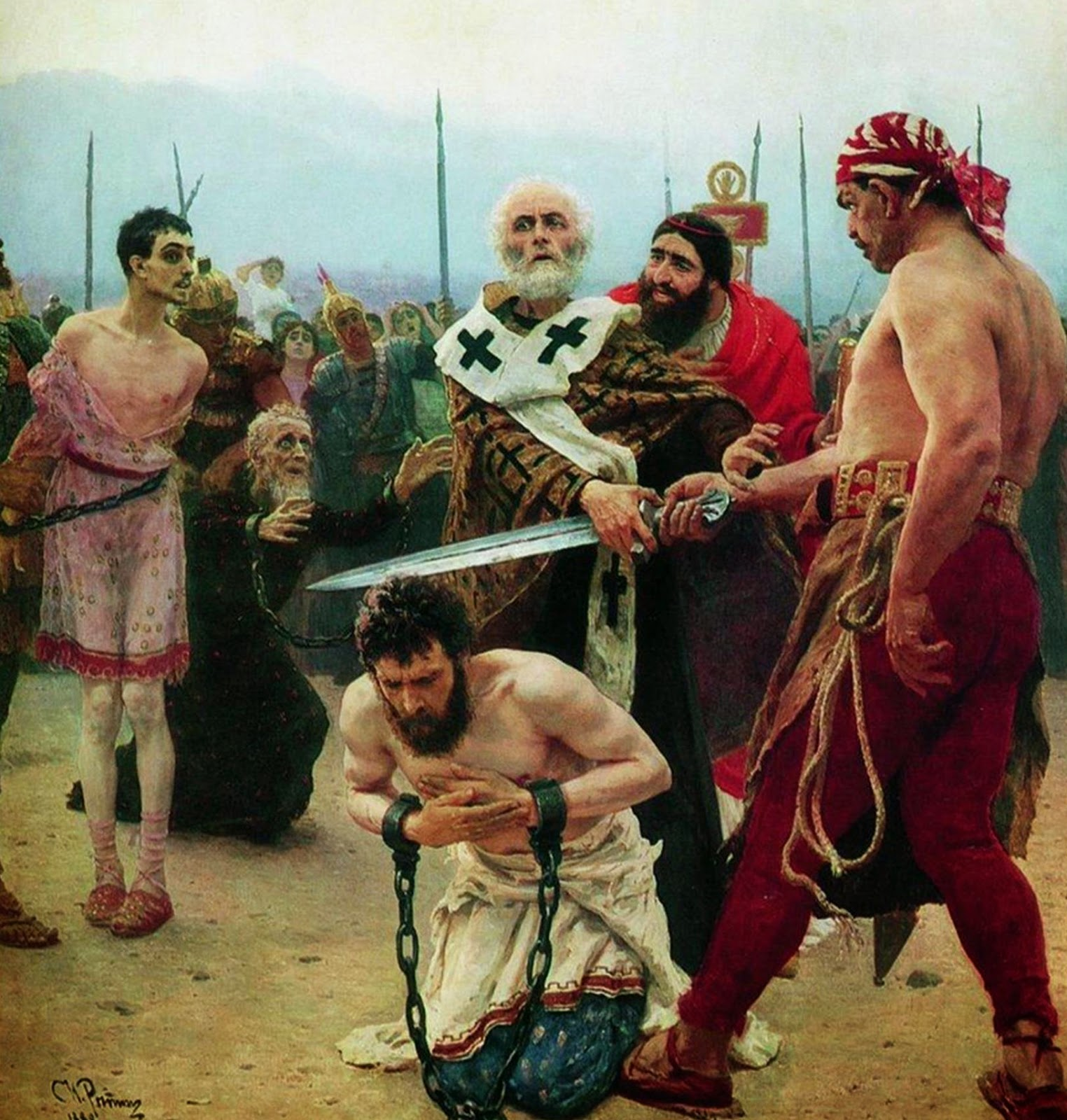
Микола Мирлікійський звільняє від смертної кари трьох невинно засуджених, 1888 Рєпін

## Чудеса
Усе життя св. Миколая було сповнене благодіяннями та чудесами. Церква прославляє Миколу Чудотворця як швидкого помічника усім, хто опинився в біді та скорботах.
У церковних рукописах згадуються випадки, коли при смерті люди після прикладання до мощів видужували буквально в той же день.
Святий допомагав потопельникам, визволяв полонених, рятував від смертної кари невинних, зцілював хворих: повертав зір, мову, позбавляв кульгавості. Допомагав позбутися бідності, дарував їжу голодним, був помічником та заступником. Він швидко з'являвся там, де потрібна була допомога. І сьогодні він приходить до тих, кому необхідне його заступництво. Його чудес не злічити. Усе життя Миколи Чудотворця було сповнене любов'ю до ближнього. Навіть смерть не зупинила його благородних справ, його чудеса звершуються і сьогодні.
Діяння чудотворця Миколи стали причиною появи багатьох легенд, завдяки яким він з часом став одним з найважливіших святих. Декотрі з цих легенд засновані на вчинках однойменного абата монастиря Сіон поблизу Мир, пізніше єпископа Пінари († 564), проте приписуються святому Миколі.

### Про трьох сестер

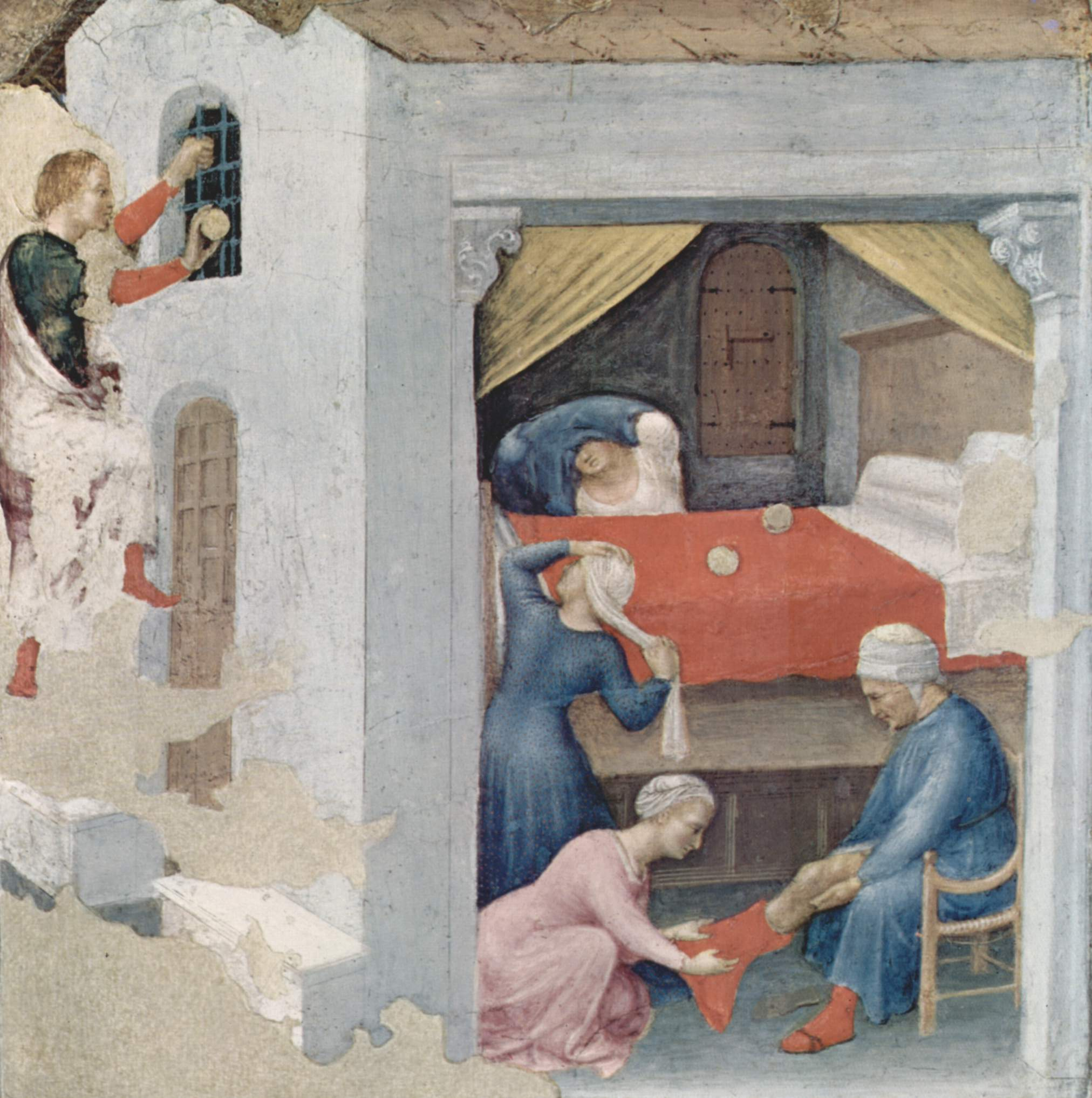
Сцена з життя святого: Миколай вкидає золото в кімнату трьох бідних дів. Картина Джентіле да Фабріано. XV століття.

Один збіднілий чоловік не міг забезпечити своїх трьох доньок приданим. І, оскільки, відповідно до тамтешніх звичаїв, вони не зможуть вийти заміж, батько збирався відправити їх займатись проституцією. Дізнавшись про це, Микола, на той час ще не єпископ, вирішує скористатись батьківським спадком, щоб зарадити біді. Протягом трьох ночей він пробирався до убогої хатини та щоразу закидав крізь вікно, у кімнату де ночували сестри, шмат золота — на придане для кожної з дочок.
Є дві версії щодо ночей, коли Микола закидав золото. За однією — це відбувалося три ночі поспіль, за іншою — оскільки доньки були на рік молодша одна одної, то Микола щороку, у ніч напередодні повноліття дівчини, приходив до хатини і залишав свій подарунок.
Є і дві версії закінчення історії. За однією: у третю ніч батькові сестер вдається викрити особу свого добродія і він сердечно дякує Миколі за вчинене. На що Микола заперечує та відмовляє, щоб старий дякував Богові, оскільки все від нього. За іншою: Микола дізнається про задум батька викрити його і на третю ніч він вкидає золото не у вікно, а через комин будинку.
Легенді відповідає часте зображення святого Миколи на образах з трьома яблуками або трьома золотими кулями.
Саме завдяки цій легенді засновано традицію анонімних подарунків на Миколи (6 грудня), особливо бідним та дітям. Подібна легенда існує також про св. Василя Великого, день якого святкується 1 січня — коли теж прийнято обдаровувати інших.

### Про малого Миколу
Розповідають, що, будучи ще немовлям, Микола був настільки набожним, що в дні посту (середу та п'ятницю) ссав материнське молоко лише один раз на день. А коли його уперше віднесли до купелі, він устав на ноги і сам стояв.

## Мощі

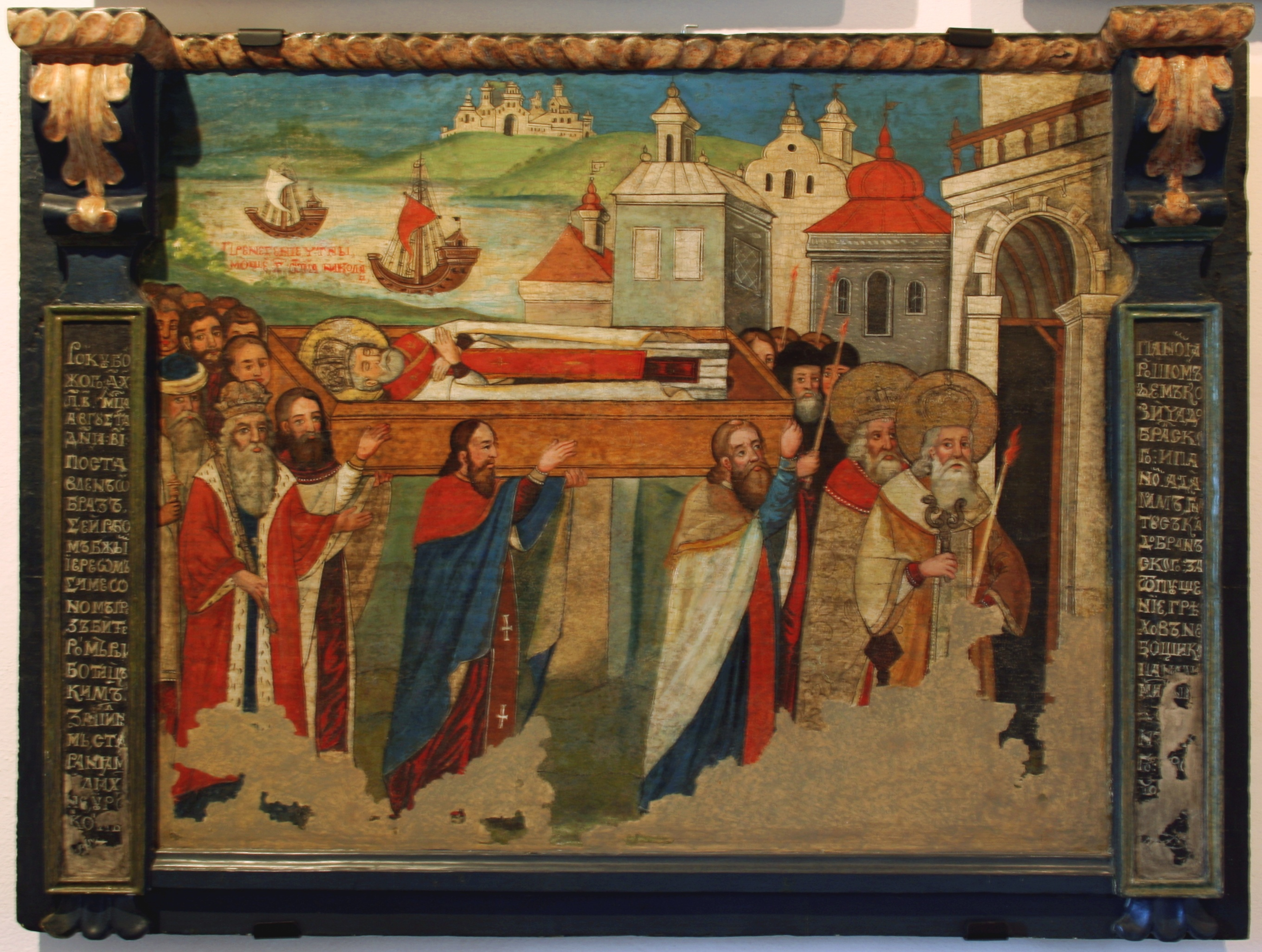
Українська ікона перенесення мощів святого Миколая (Сянок, Польща)

Спочатку святого Миколая було поховано у церкві в Мирах (сучасне Демре в Туреччині).
У XI столітті грецька імперія переживала важкий час. Турки спустошували її володіння в Малій Азії, розоряли міста і села, вбивали їх жителів і супроводжували свої жорстокості зневагою святих храмів, мощей, ікон та книг. Мусульмани робили спробу знищити мощі святителя Миколи, глибоко шанованого всім християнським світом.
Осквернення святинь обурювало не тільки східних, але і західних християн. Особливо побоювалися за мощі святителя Миколи християни в Італії, серед яких було багато греків. Жителі міста Барі, розташованого на березі Адріатичного моря, вирішили врятувати мощі святителя Миколи. У травні 1087 року італійськими купцями мощі святого було перевезено до Італії і сьогодні зберігаються в крипті базиліки святого Миколая в місті Барі (Італія).
8 травня кораблі повернулися до Барі, і скоро радісна звістка облетіла все місто. Наступного дня, 9 травня, мощі святителя Миколая урочисто перенесли до церкви святого Стефана, що знаходилася недалеко від моря. Через рік була побудована церква на честь святителя Миколи і освячена папою Урбаном II.
У Маларському соборі (10–15 вересня 1089 р.), скликаному Римським папою Урбаном II для примирення церков брала участь й делегація Київської православної митрополії, яку благословив Митрополит Київський і всієї Руси Іван III. Члени цієї місії були у м. Барі на освячені перенесеної гробниці святого Миколи.
У 2009 групою з Манчестерського університету було реконструйовано обличчя святого за його черепом. А це завдяки проведеному в 1953 році відкриттю гробу з мощами святого. Відкриття гробу провів Луїджі Мартіно. «Робота Мартіно принесла велику користь цій справі, бо він зробив якісні фото (хоча й чорно-білі), рентген черепу в анфас і в профіль. Це був чудовий матеріал для створення 3D моделі», — каже Кароліна Вілкінсон. Робота показала наступні результати: У Миколи були карі очі, випнуті вилиці та підборіддя, визначено зріст святого: близько 167–168 см. Було визначено також вік святого під час смерті: 65–70 років, а відомо що помер він у 342 році, це й дозволяє визначити дату народження: 272–277 рік.

## Вшанування

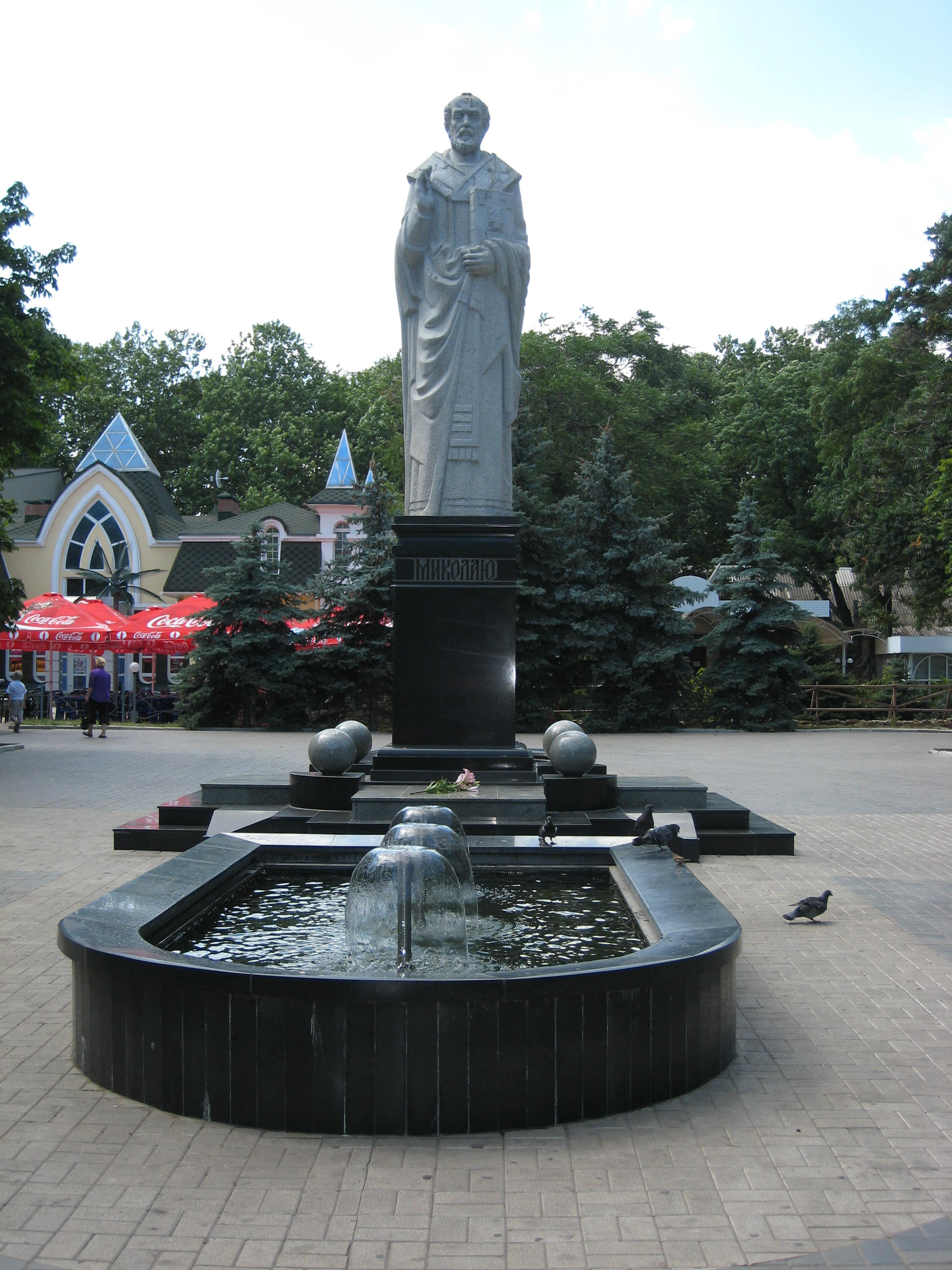
Монумент Святому Миколаю в місті названому на його честь — Миколаєві.

Культ святого Миколая починає рости від того часу, коли цісар Юстиніан І (527–565) збудував на його честь церкву в Царгороді. Візантійський імператор Мануїл Комнін (1143–1181) державним законом приписав святкувати день святого Миколая 6 грудня. З Візантії його культ поширюється по цілому світі. Найстаріший життєпис святого Миколи походить з IX століття.
- На Заході папа Римський Миколай I (858–867) — перший папа з цим іменем — близько 860 року збудував у Римі церкву святого Миколая. До Німеччини його культ привезла візантійська княжна Теофано, дружина цісаря Оттона II (973–983). Латинська Церква також святкує святого Миколи 6 грудня. У Франції і Німеччині є понад дві тисячі, а в Англії бл. 400 церков, присвячених святому Миколі.

- В Уставі київського митрополита Георгія (1072 р.), в 9-му правилі згадується, що у день пам'яті святого Миколая відбувалося причастя. Найстаршою спорудою, присвяченою святому Миколі на наших землях вважається ротонда в Перемишлі, що датується Х сторіччям. У другій половині XI століття у Києві на Аскольдовій могилі боярином Ольмою була збудована церква святого Миколи. На Галицьких землях однією з найстаріших є церква святого Миколая у Львові, що походить з XIII століття. Пісні про святого Миколая належать до найдавніших зразків української поезії, найпопулярнішою з яких є «Ой хто, хто Миколая любить».

## Іконографія
Основні іконографічні образи Святителя Миколи:
- Тип зображення «Поясний» (Мозаїка з монастиря Ставронікіта. XIII ст. Афон, Греція; ікона «Микола Липний». Іконописець Алекса Петров. Новгород. 1294 р.);
- Тип зображення «Ростовий» (Ікона «Микола Зарайський»; ікона «Микола Можайський»);
- Тип зображення «Оплечний» (Ікона рус. «Микола Отвратный»; ікона «Микола Мокрий»; ікона «Микола Зимовий»);
- Тип зображення «Житійні ікони» (Святий Миколай, з 16 клеймами житія. XVI ст. Ростовська школа; ікона «Нікола Великорецький», XVI ст.);

В християнській іконографії святий Микола зображений з бородою, шатах латинського або грецького обрядів єпископа, з митрою і посохом. Найчастіше в одній руці він тримає книгу, а інший виконує жест благословення. Серед його атрибутів є реквізит з легенд — у тому числі три золоті кулі, три яблука, три сумки, три діти або підлітки, також якір або судно. Часто зображується в компанії інших святих, особливо Дівою Марією з Немовлям.
Одіяння святителя Миколи на іконах одноманітне: це єпископське вбрання або біла хрещата фелонь, яка найчастіше зображується в ростових зображеннях, але зустрічається і в поясних композиціях.
Важливою деталлю іконографії св. Миколи є червоний поруч — символ уз Ісуса Христа, на благословляючій правиці, розташованій в поясних зображеннях строго по центру. Іншим важливим компонентом іконографії і неодмінним святительським атрибутом є Євангеліє в лівій руці Миколи Угодника. Закрите Євангеліє має обріз яскраво-червоного кіноварного кольору, який виділяє його в композиції. Зазвичай рука св. Миколи, що тримає Євангеліє, прикрита омофором, що вказує на священне призначення книги, покладеної на престол у вівтарі храмів.
«Древнє передання, яке дійшло до нас представляє Миколу старцем з ангельським ликом, наповненим святості і благодаті Божої, додаючи ще й наступне: якщо хто його зустрічав, ледь поглянувши на святого, вдосконалювався і ставав краще, і всякий, чия душа була обтяжена якимось стражданням або сумом, при одному погляді на нього знаходив розраду. Від нього виходило якесь пресвітле сяйво, і лик його виблискував більш Моїсеєва».
У Візантії іконографія святителя складається в Х–XI ст. (мозаїка Константинопольського собору Святої Софії), хоча найдавніше його зображення — фреска в церкві Санта Марія Антиква в Римі — відноситься до VIII століття.
Представляє інтерес фреска початку XII ст. з Михайлівського Золотоверхого монастиря в Києві (нині вона в Третьяковській галереї): святитель зображений у ріст, з благословляючою правицею і розкритим Євангелієм в лівій руці; це — перше відоме зображення угодника Божого з розгорнутим Євангелієм.
Інший найдавніший іконографічний тип святителя Миколи — поясний, із закритим Євангелієм на лівій руці; у Візантії він отримав поширення в XI–XIII ст. Найраніший (XI ст.) такий образ — в монастирі святої Катерини на Синаї. Найдавніша із збережених руських ікон цього типу перебувала в Смоленському соборі Новодівичого монастиря; вона походить з Новгорода і відноситься до кінця XII в.
Особливо цікаві житійні ікони святителя Миколая. Традиція зображення сцен з життя святителя з'являється в XI ст., а до XIV ст. ікони Миколи Чудотворця з житійних клеймами широко поширені на Балканах, в Італії і на Русі.
Житійні клейма можна об'єднати в три основні групи: дитинство Миколи Угодника (народження, навчання грамоті), посвята в духовний сан (дияконське, єрейський і єпископське) і допомогу в різних обставинах життя (позбавлення невинно засуджених від посічення мечем; порятунок потопаючих, по морю плаваючих люте, імже смерть предстояше незабаром; таємне благодіяння зубожілому батькові, у відчаї готовому віддати трьох своїх дочок на шлюб скверний убогості заради, і багато іншого). Кількість житійних клейм в іконах Миколи Угодника перевищувало 20.
Цікаво, що існує грецьке передання про чудесне явлення мозаїчної ікони святителя Миколи в монастирі Ставронікіта на Афоні. Воно свідчить, що в 1540 році ікона потрапила в рибальські сітки в морі поблизу монастиря, була урочисто винесена на берег і піднята до монастирського храму. У Ставронікіті є і відповідне зображення чуда — на темперній іконі кінця XVI ст.: святитель Микола благословляє жестом правої руки і з Євангелієм в лівій; по сторонах і ззаду — монастирські будівлі; внизу — морська затока, рибалки (ченці і мирянин) у човні; сама ікона в невеликому масштабі зображена тричі: в рибальській сіті, в руках одного з рибалок і, нарешті, на березі.
У Константинополі існувала шанована, багато прикрашена ікона святителя, до якої з дотриманням спеціальних церемоній приходив поклонятися імператор. Архієпископ Антоній («Книга Паломник») пише: «А поза Злати врат святий Нікола пробілоб; і проковане вся ікона сребром і позлачна. А коли цар прийде, тоді відкривають сребро, і цілує цар на чільне, звідки я кров йшла, і паки покриває сребром». Ця чудотворна ікона, ймовірно, зникла в XIII ст., як і багато святинь Константинополя. У XI ст. існувала своєрідна іконографія святителя Миколи, де в центрі ікони знаходився сам святитель, а навколо, на полях, — святі воїни і великомученики-цілителі, покровителі імператора і його війська (темперна ікона з поясним зображенням святого в центрі — монастир святої Катерини на Синаї).

### Іконографія Русі

Ікона Миколи Мокрого

Перші ікони Миколи Чудотворця на Русі з'являються ще до перенесення його нетлінних мощей. Найдавніша відома чудотворна ікона святого Миколи, перша чудотворна ікона Русі, найшанованіша святиня Софії Київської — це Київська ікона святого Миколи (Мокрого). Науковці встановили, що вона датується Х століттям і є візантійською за походженням.
Дотепер достеменне місцезнаходження автентичної ікони не підтверджується. Одна з версій — це Троїцький собор Брукліна (Нью-Йорк). Адже напередодні вступу радянських військ до Києва 1943 року тоді ще єпископ Переяславський, а потім — Патріарх УАПЦ Мстислав (Скрипник), вивіз чудодійну ікону до Варшави, звідки її нібито відправили до США.
Новгородська ікона Миколи Чудотворця з Свято-Духова монастиря, що знаходиться нині в Державному Російському музеї, датується серединою XIII століття, хоча перші згадки про обитель відносяться до 1162 року (в Новгородському першому літописі). У медальйонах і на полях — шановані в місті Новгороді святі.
В XVII і в першій половині XIV ст. шанування святителя Миколи посилюється і в усьому православному світі. У Новгороді, який зв'язаний як з православною грецькою традицією, так і з західною, на прикладі Липенської ікони можна було бачити риси впливу романського мистецтва: XIII ст. з його бурхливими військово-політичними подіями був епохою особливо широкого художнього обміну між західним і православним світом. Мистецтво Новгорода виступає як одне з своєрідних явищ цього обміну.
У руському іконописі набуває поширення особливе зображення святого Миколи з розведеними в сторони руками, в позі, що нагадує Оранту. В грецьких пам'ятках при ростових зображеннях єпископів використовувався інший тип, з притиснутими до торса руками. Наведений тип відомий у Візантії, але зустрічається вкрай рідко. В мистецтві древньої Русі він з'являється в XIII ст., а поширюється в XIV ст., в тому числі в житійних іконах. Вважають, що цей іконографічний тип сходить до стародавньої (що не збереглася) іконі св. Миколи, привезеної з Корсуні 1225 року в місто Зарайськ. Він отримує назву «Зарайського». На Русі такі образи вважалися наділеними особливою охоронною силою. Однією з найдавніших збережених ікон такої іконографії є новгородська ікона першої половини XIV ст. «Нікола і ап. Філіп».

### Традиції української іконографії

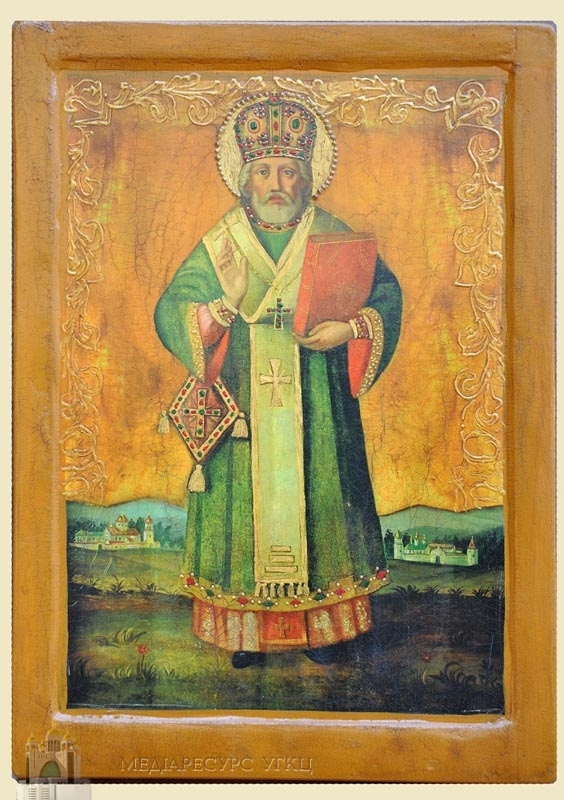
Чудотворна ікона св. Миколая Мироликійського 1-а пол. XVII ст. Крехівський монастир. Україна.

У фондах Львівського національного музею ім. А. Шептицького є три найбільш цікаві види зображення св. Миколи. Перше — найдавніша ікона з кінця XIV ст., де святий зображений до пояса, що, як виявилося, свого часу було рідкістю; друге — хоругва зі св. Миколою з 1858 року (ця хоругва є на експозиції, хоча у фондах є давніші зразки); третє — св. Микола, писаний у бароковому стилі. Третій характерний тільки для західної традиції, адже ікона більше схожа на романтизований портрет святого, який сидить, читаючи книгу, ліворуч на нього сходить Святий Дух у вигляді голуба, а праворуч — вузол багряної тканини, який символізує проблеми, завдання у житті св. Миколи, які йому належало вирішити. Ікона привезена з Волинської області і датована кінцем XVII століття.
В музеї також зберігають унікальну кам'яну скульптуру св. Миколи зі XVII ст. Скульптура виконана у народному, примітивному стилі. Хоч робота і доволі схематична, але не впізнати його за вищезазначеними ознаками неможливо. І працівники музею лагідно називають його «наш Миколко».
Чудотворний образ св. Миколи зберігається у Крехівському монастирі на Львівщині. Походження ікони невідоме, тому й точну дату складно назвати. Дослідники припускають, що, імовірно, походить лик ще з часів засновника монастиря Йоіла Крехівського (поч. XVII ст.). Ікона вбрана у срібні ризи.

### Ікони

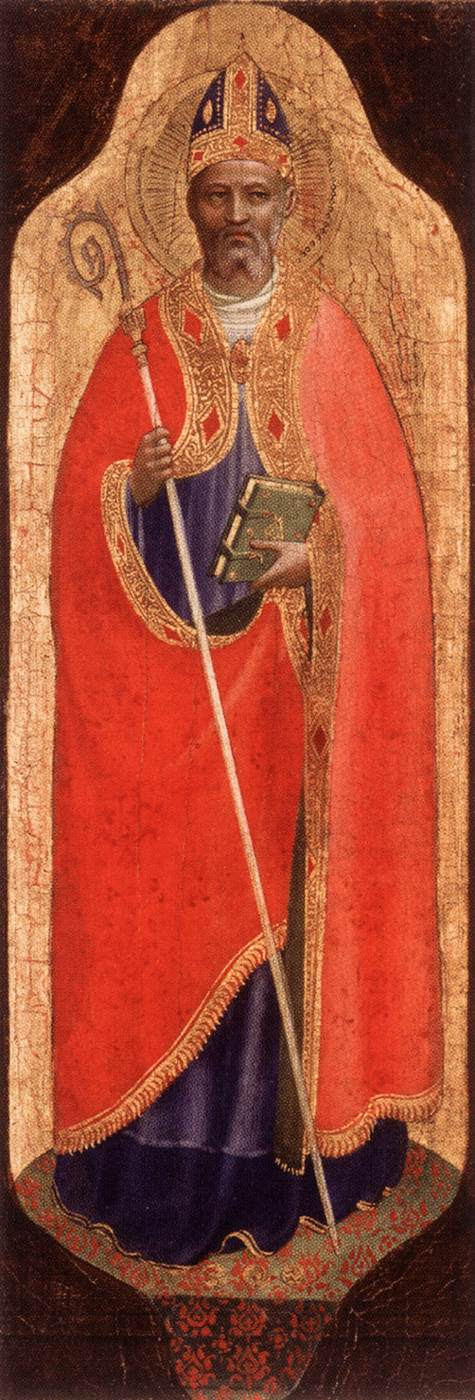
Святий Миколай. Фра Анджеліко, темпера на дереві XV століття.
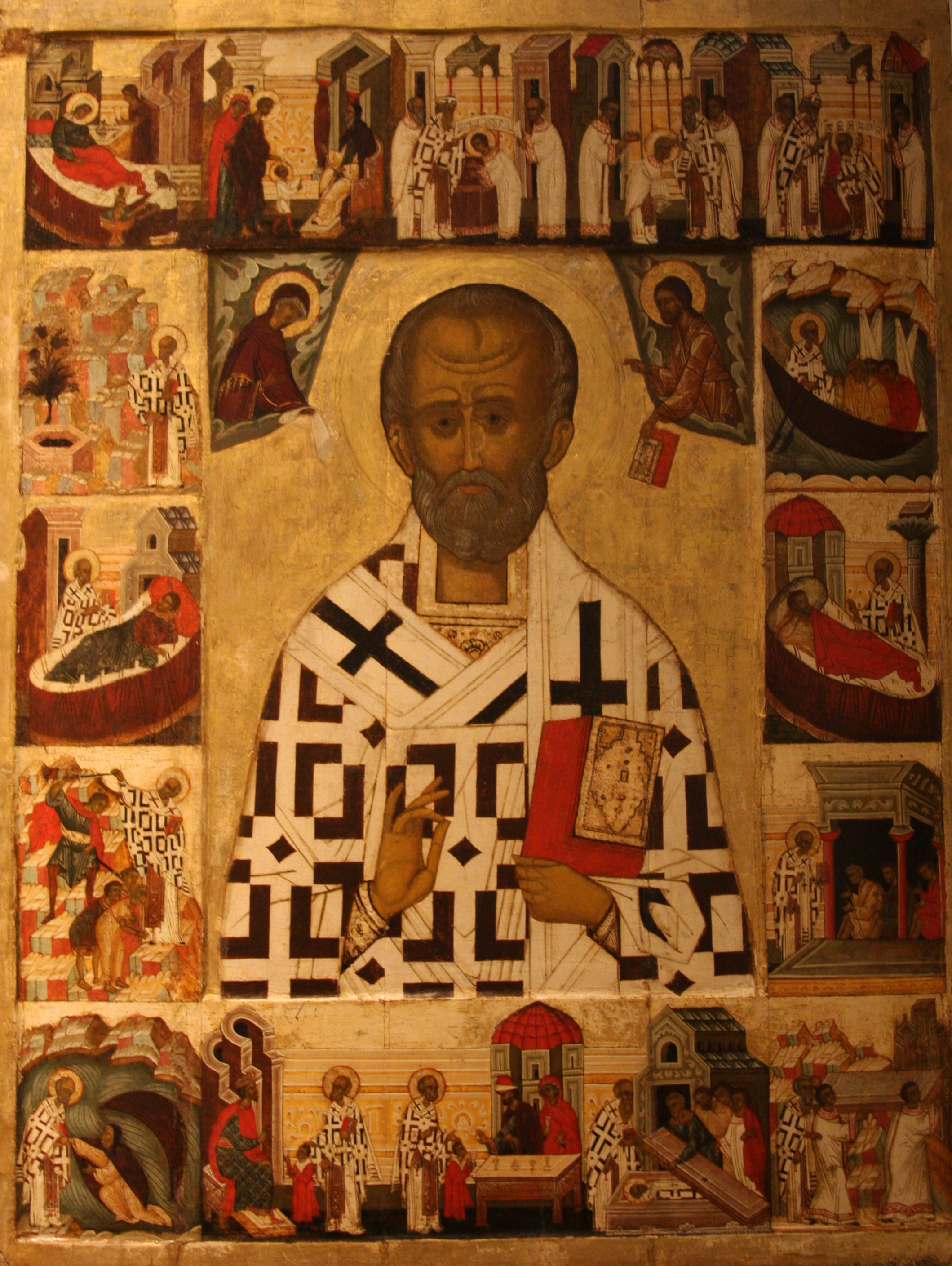
Св. Миколай зі сценами життя. Російська ікона. XV–XVI ст. Національний музей. Стокгольм.
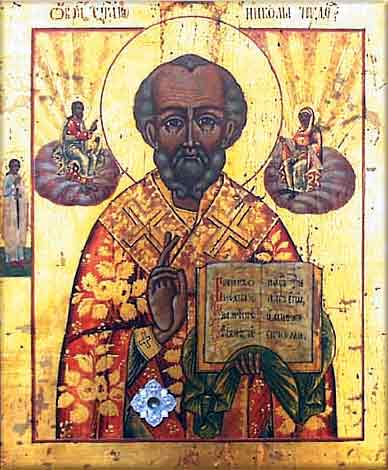
Ікона св. Миколая Чудотворця. Низкиницька обитель. Україна.
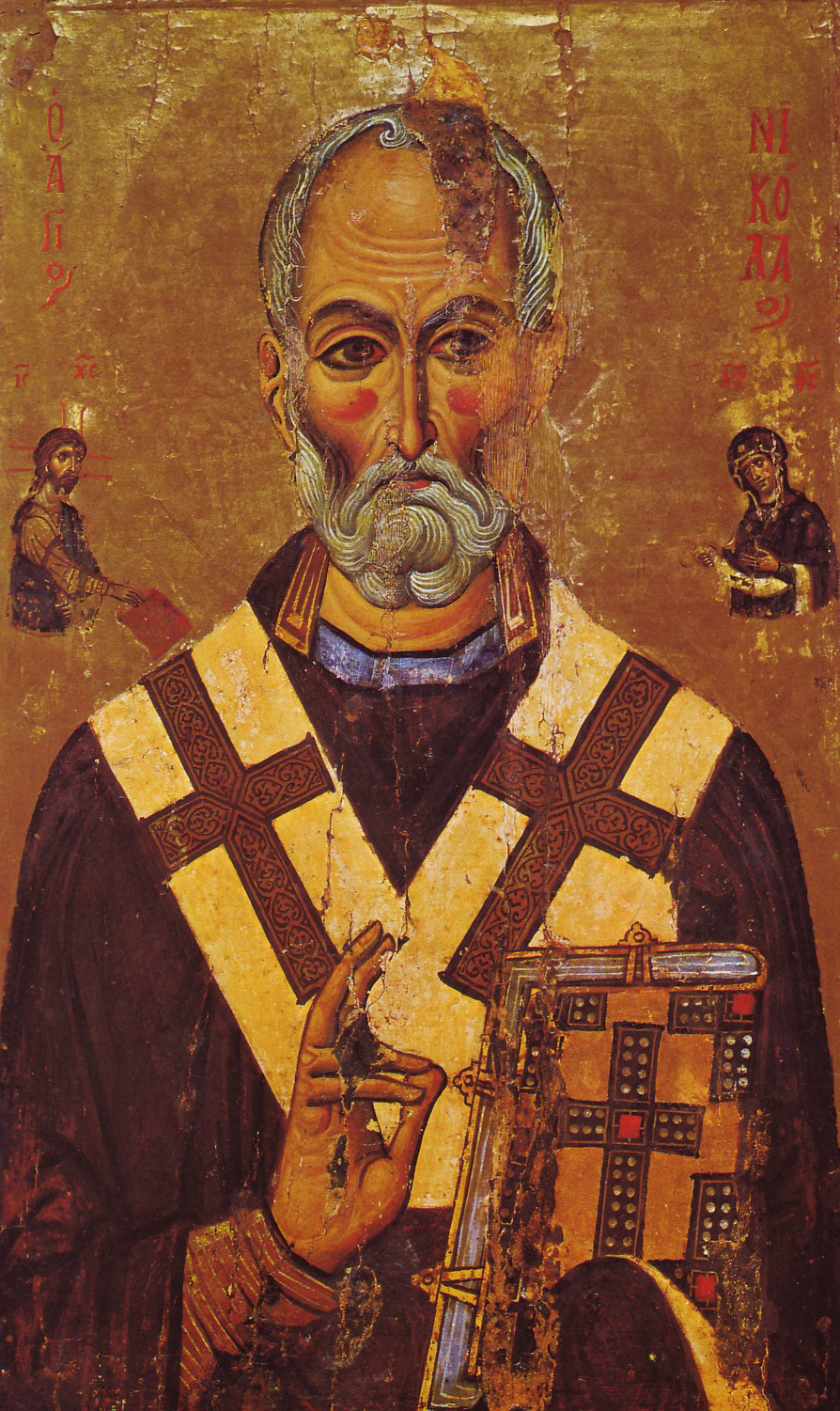
Святий Миколай. Ікона XIII ст. Синайський Монастир св.Катерини.
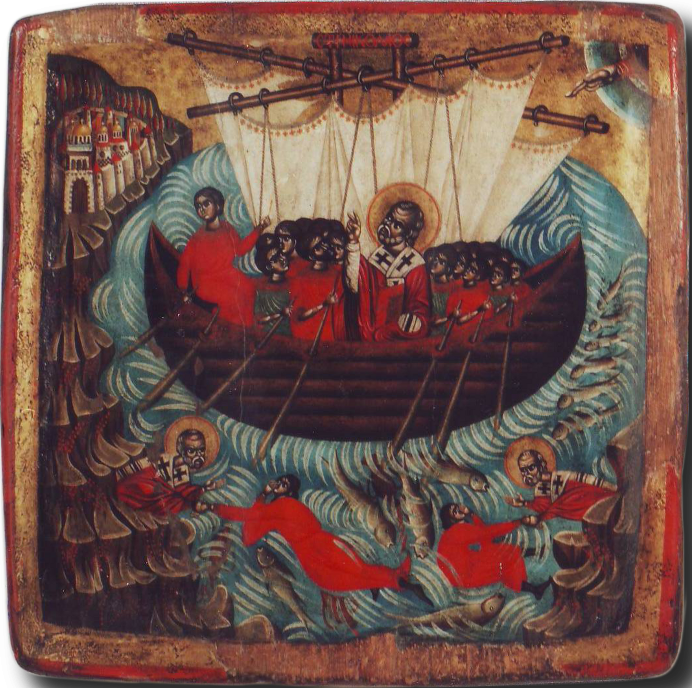
Ікона св.Миколая. Монастир Дечани, Македонія. Спасіння моряків. XVI ст.
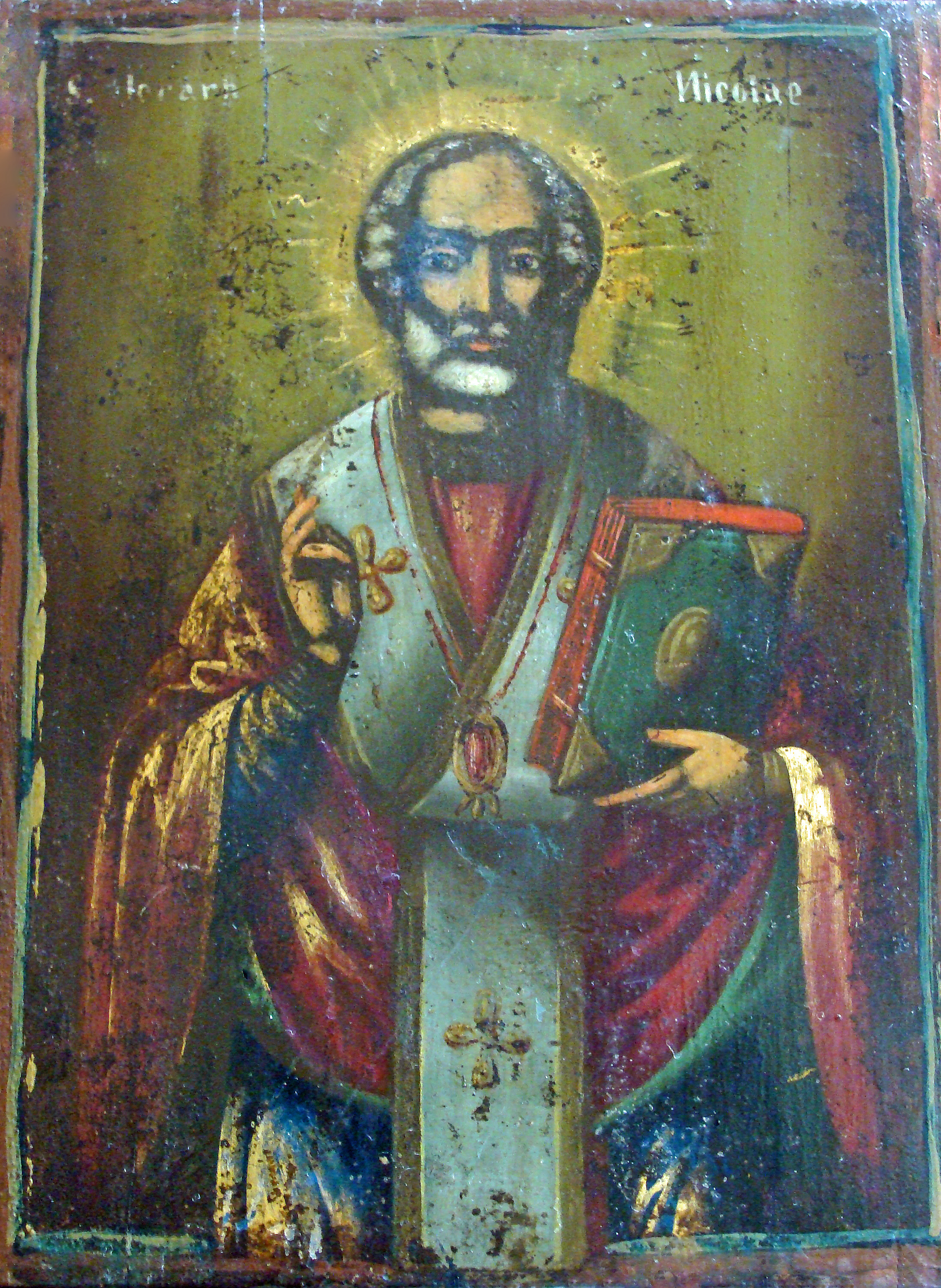
Ікона Святого Миколая XIX ст., Румунія.
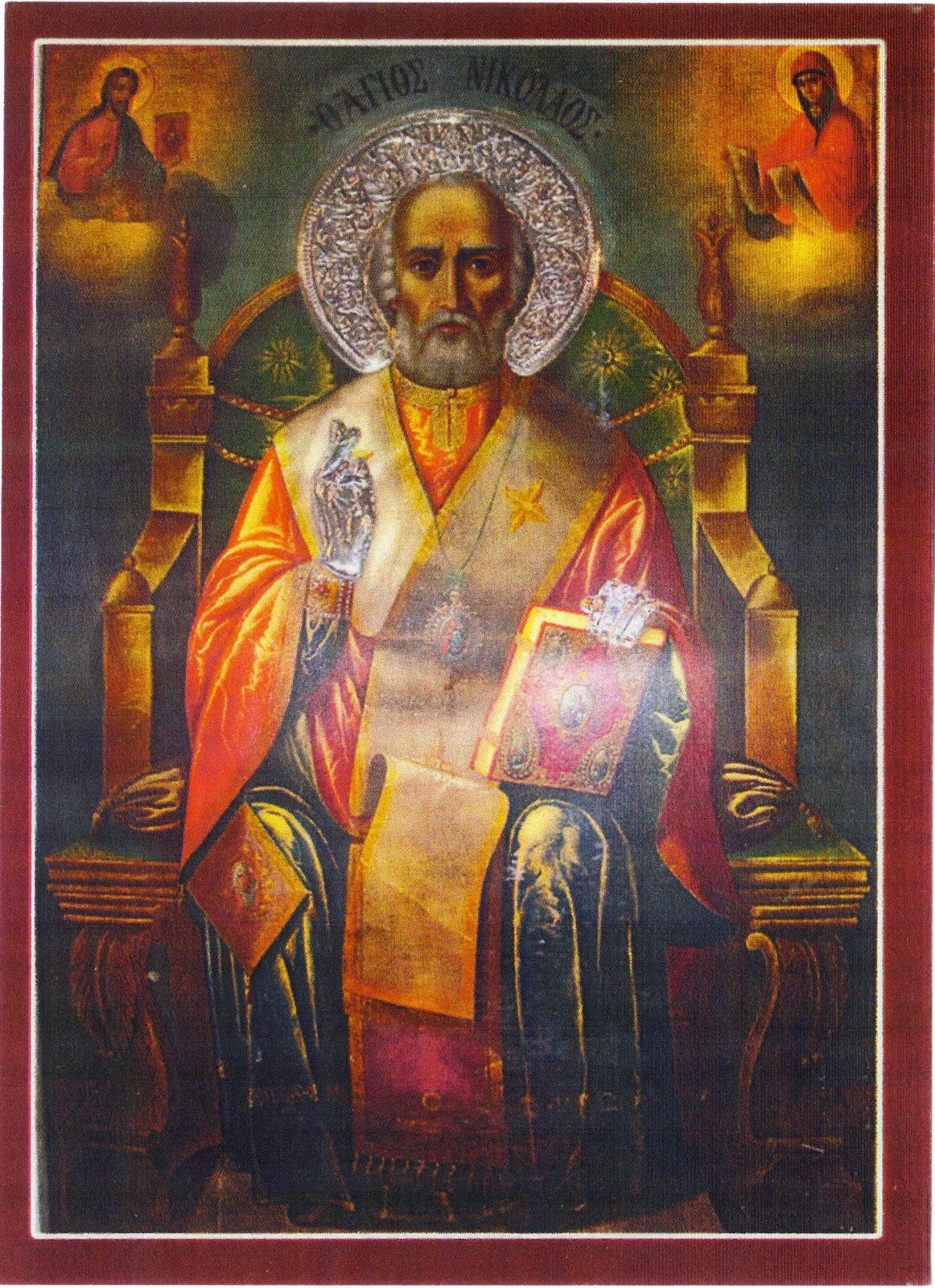
Чудотворна ікона святителя Миколая в Коккарі. Афон. 1909 р.
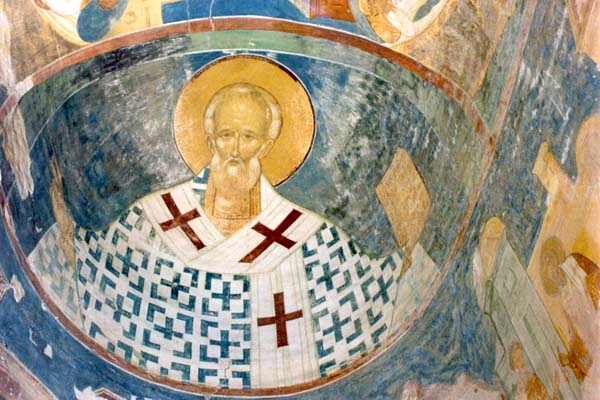
Фреска святитель Миколай. Ферапонтів монастир (Росія).
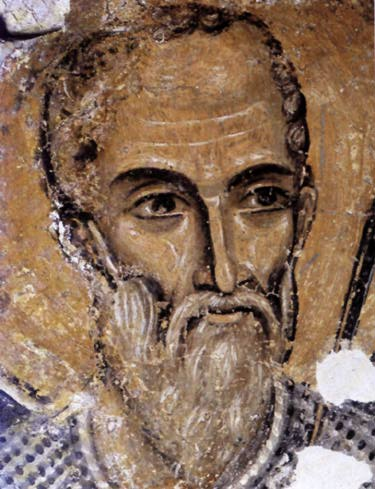
Середньовічна фреска, що зображає св. Миколая.Софія (Болгарія).
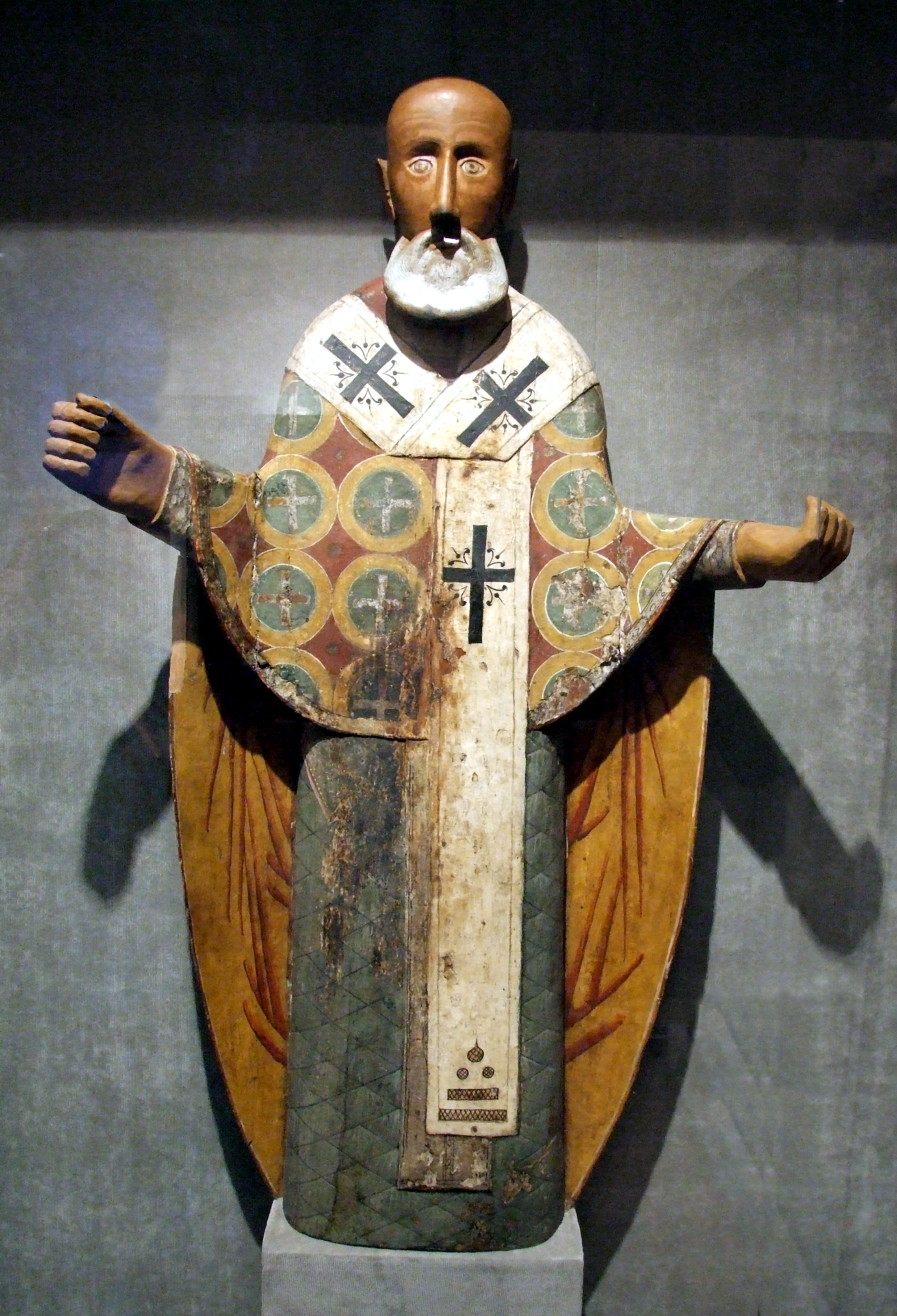
Дерев'яна скульптура в музеї Рубльова
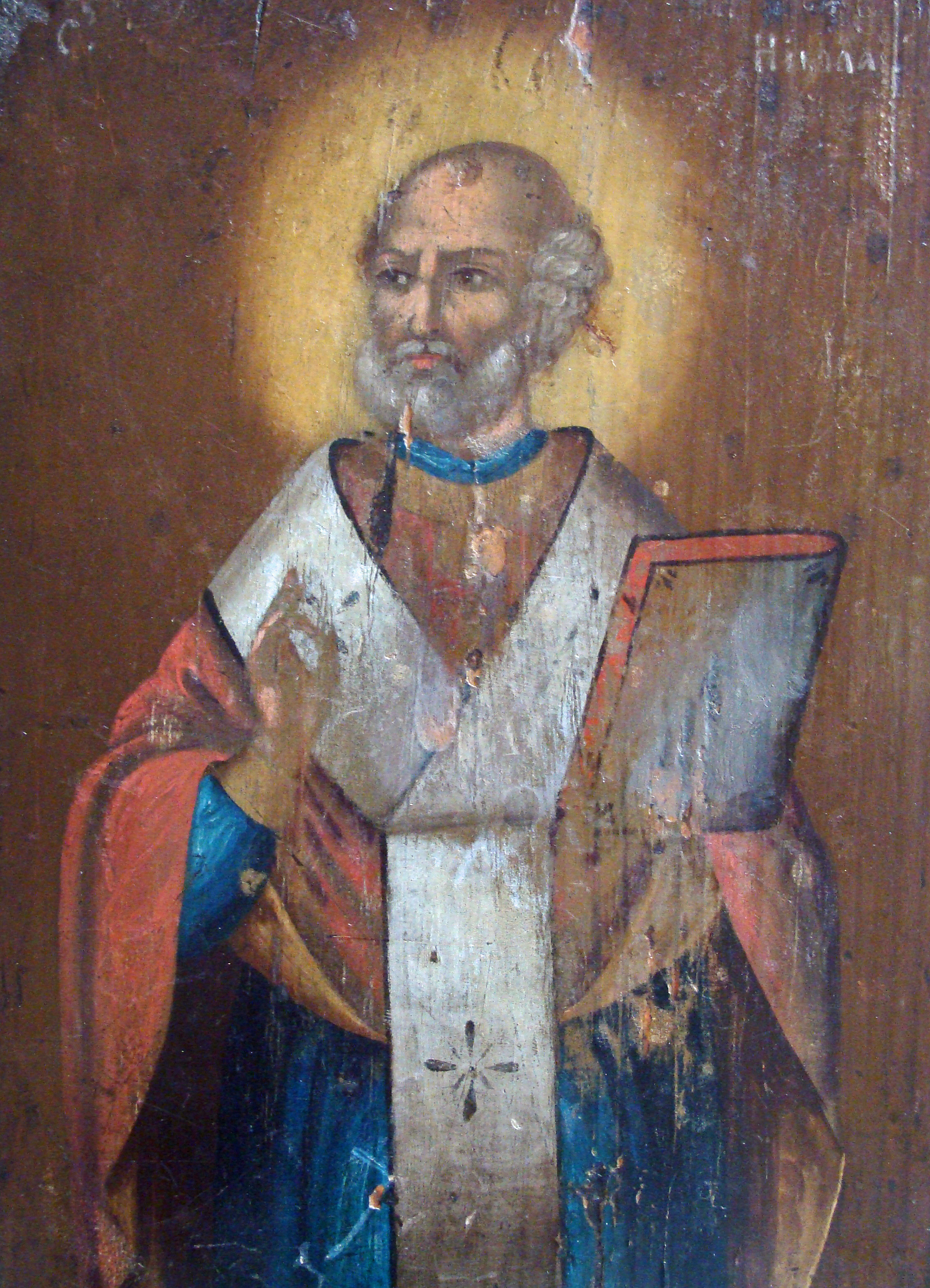
Святий Миколай (Югославія)
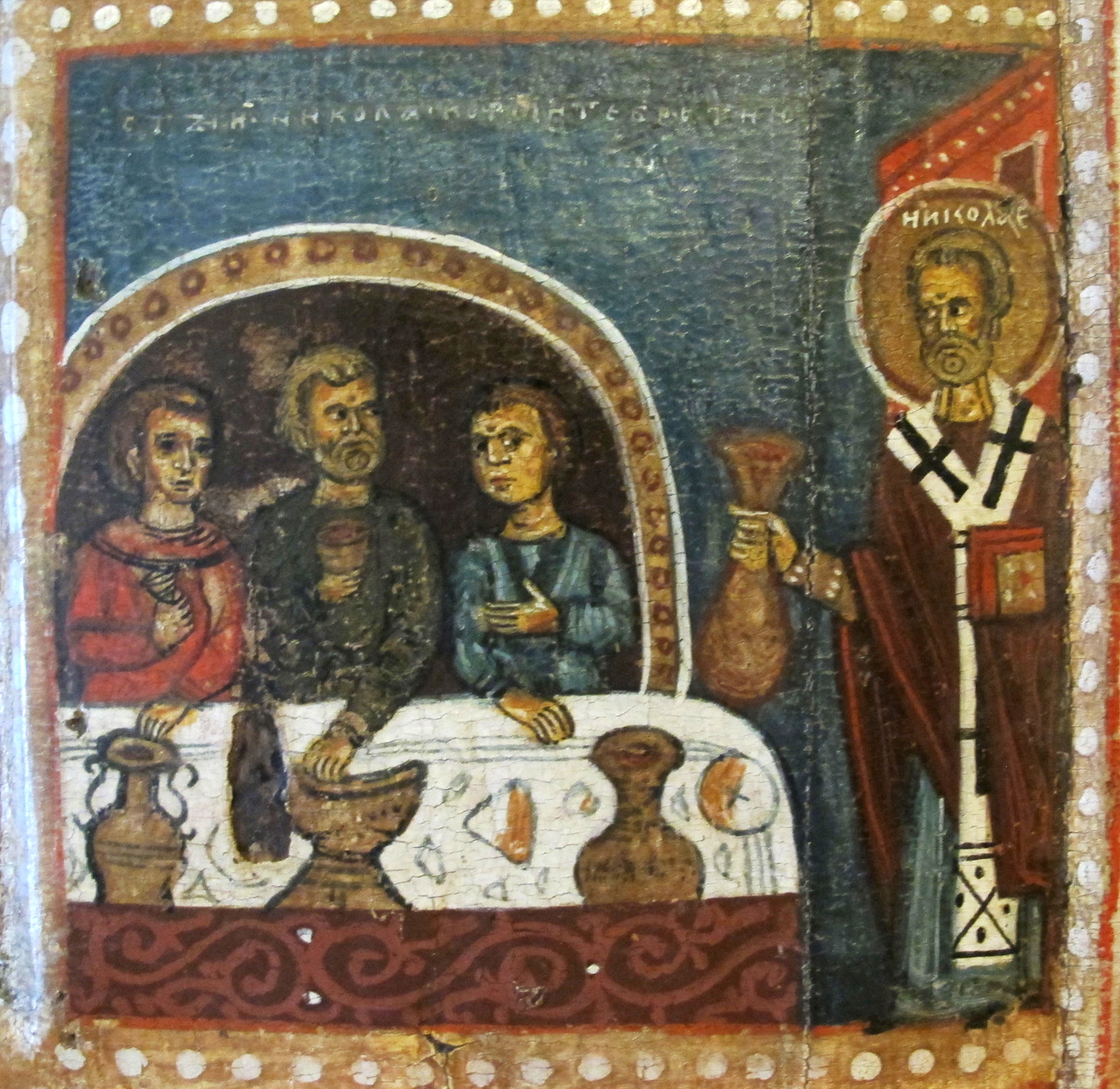
Фрагмент (клеймо) ікони «Никола с Козьмой и Дамианом и житием Николы». Поч. XV ст.
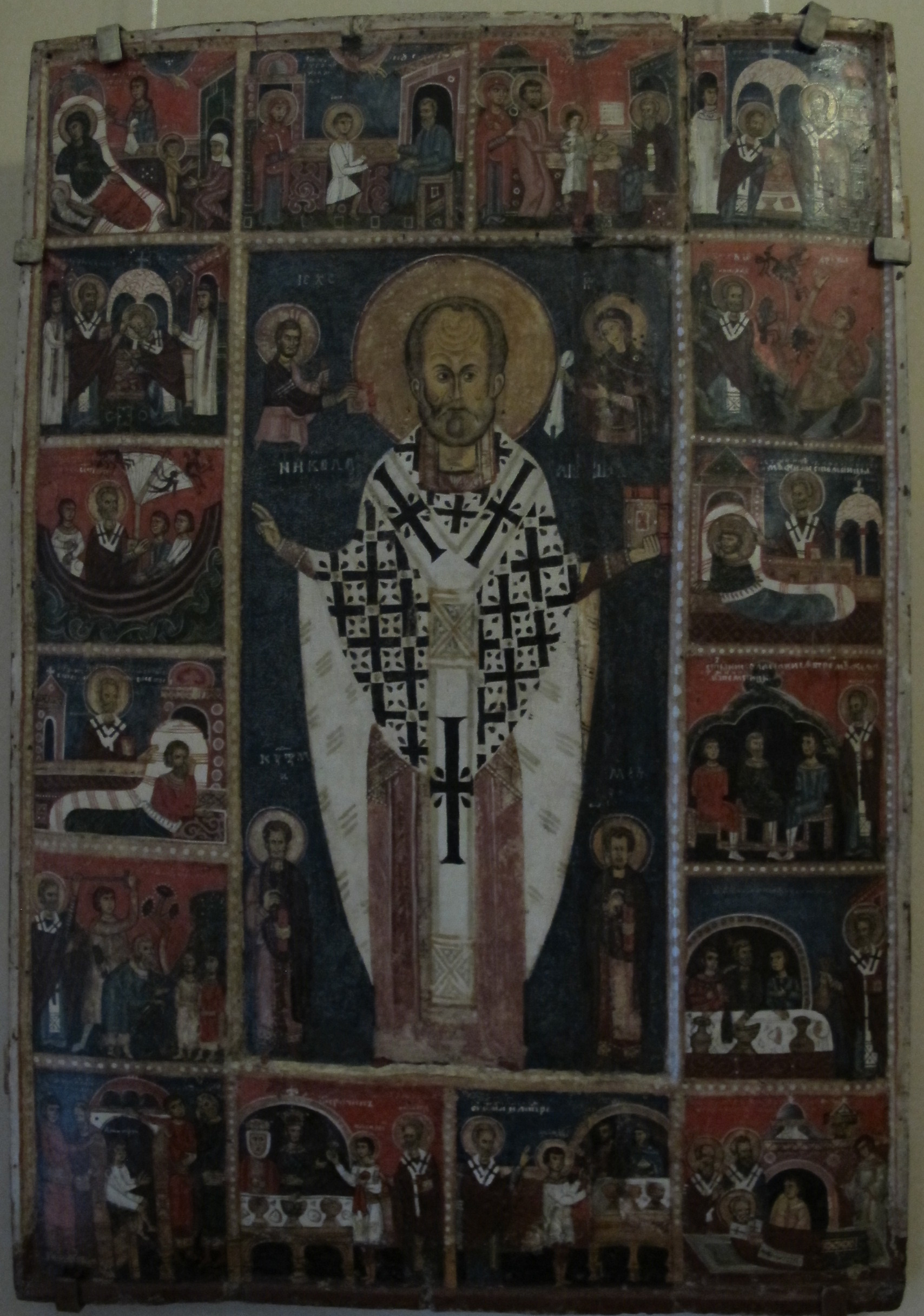
Ікона. Св.Миколай з сценами його життя, поч. XV ст., Новгород
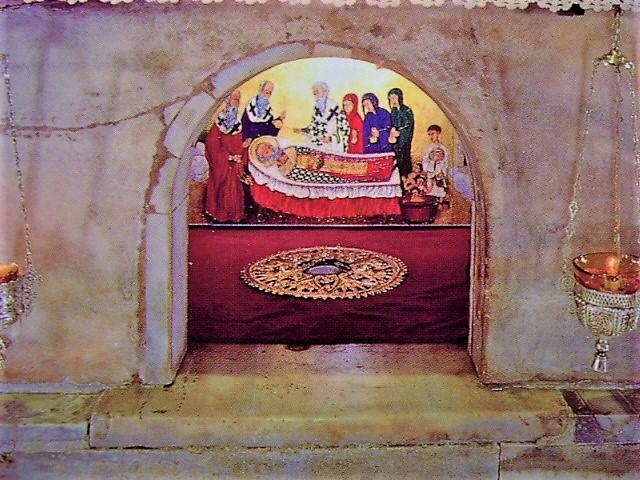
Гробниця Святого Миколая (Барі, Італія)
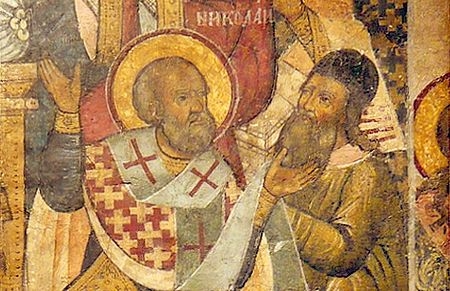
Протистояння Арію, грецька ікона
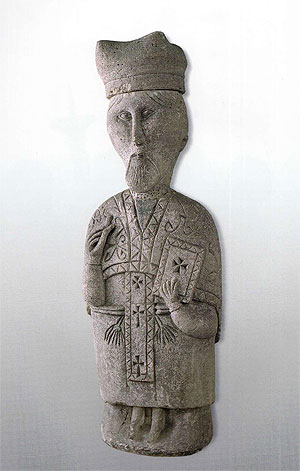
Кам'яна скульптура св. Миколая зі XVII ст. Знайдена в с. Потелич, Україна.

## В культурі

### В українській культурі
|                                                                  |  |  |
| Пам'ятна монета НБУ номіналом 5 грн., присвячена святому Миколаю |  |  |

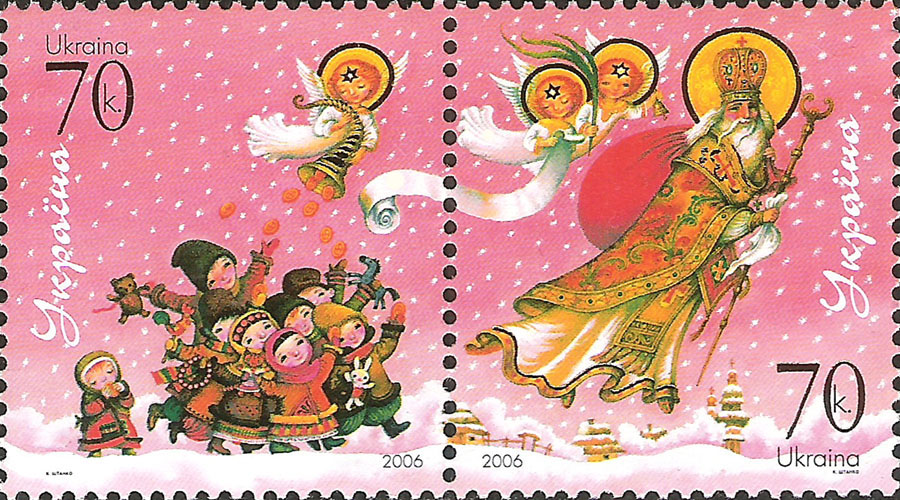
«Снігом, снігом та ледами, Гей, здалека йде в наш край, Йде з гостинцями, дарами…». Різдвяна поштова марка з нагоди Дня святого Миколая

Свято святого Миколая в Україні є особливо бажаним дитячим святом. За традицією, у святкову ніч святий Миколай приносить дітям подарунки і кладе їх під подушку. Серед дітей на заході України встановилася традиція писати святому Миколаю листа, у якому дитина вказує, що хорошого та поганого вона вчинила протягом року, і просити про подарунки. 22 червня Різдво Святого Миколая, коли католицька церква вшановує пам'ять Хрестителя Миколая, бо, за легендами, саме в цей день Чорт на Купайла збирає різочки для неслухняних дітей.

#### Обряди
За традицією, старші господарі села на свято збиралися, щоб зварити пшеничного пива. Влаштовувалася гостина, після якої всі весело з піснями їздили на санях довкола села.
На Харківщині існував звичай святкувати триденні Миколині святки, на які варили кутю і узвар, щоб у наступному році забезпечити врожай на жито й плоди. На всій території України влаштовували заздоровні обіди на честь Миколи Угодника з приготуванням ритуального пива й медів. На Поділлі цього дня чекали «полазника» — чоловіка, який першим зайде до хати, що віщувало багатство й щастя протягом року. Але раніше через подвір'я мав пройти хазяїн, дати худобині їсти й привітати її словами: «Дай, Боже, добрий день, щобись худібонька здорова була та й я з тобою ще й зі своєю дружиною!». На Київщині хазяїн, прийшовши цього дня із церкви, брав миску зі свяченою водою, паляницю з грудочкою солі, квача з різного зілля, ішов кропити господу, худобу та збіжжя, примовляючи: «Святий Миколо, помилуй та сохрани нас від усякого лиха!».
У місті Мира (Мири Лікійські) (сьогодні — Демре), на подвір'ї церкви, де святий Микола колись служив, встановлено пам'ятник, де він зображений обступленим дітьми . Також неподалік церкви, де він був похований і де досі зберіглась його труна, стоїть пам'ятник Святому Миколаю.

### У музиці
Про святого Миколу складено дуже багато пісень. Зокрема в українському фольклорі відома пісня «Ой, хто, хто, Миколая любить».
Серед авторських пісень — «Миколай Бородатий» — пісня українського рок-гурту «Плач Єремії», вокал — Тарас Чубай.

### В кіно
У 2018 році кінокомпанія «Big Hand Films» за фінансової підтримки Держкіно випустила фільм режисера Семена Горова «Пригоди S Миколая». Фільм розповідає про віру сучасних дітей у доброго чарівника, що приходить з подарунками вночі перед Днем Святого Миколая.
В.о. Святого миколая (фільм, 2021) - це музичний сімейний фільм, який розповідає про непрості стосунки сучасних батьків та дітей

### У літературі
- Дитячі роки святого Миколи описано у книзі для дітей «Воскобойніков Валерій про Йосипа Прекрасного, Архімеда, Миколая Чудотворця, Феодосія Печерського, Авраама Лінкольна, Джона Ленона, Біла Гейтса» / В. Воскобойніков. — Київ : Грані-Т, 2008. — 144 сторінки: ілюстрації. — Серія «Життя видатних дітей». — ISBN 978-966-2923-77-3. — ISBN 978-966-465-100-1
- Іван Франко. Суд святого Миколая (п'єса для дітей).

### У молитвах
У Акафісті до Святителя Миколи є такі молитви до Чудотворця:
|  | Молитва 1 О, всеблагий отче наш Миколаю, пастирю i вчителю всiх, хто з вiрою вдається пiд захист твiй i теплою молитвою благає тебе! Поспiши й захисти Христову отару вiд вовкiв, що гублять її. Землю нашу й усяку країну християнську та й увесь свiт захисти й збережи святими твоїми молитвами вiд землетрусу, наступу чужинцiв та мiжусобиць; вiд голоду, потопу, вогню, меча, пошести й наглої смерти всяку людину охорони. I як помилував ти трьох чоловiкiв, що у в’язницi сидiли, та спас їх вiд гнiву царського й кари смертної, так помилуй i мене, що розумом, словом i дiлом у пiтьмi грiхiв перебуваю. Спаси мене вiд гнiву Божого й вiчної кари, щоб за твоїм заступництвом i допомогою, Своєю ж благодаттю й милiстю, подав мені Христос Бог тихо i без грiха прожити на цiм свiтi, а в майбутньому не засудив мене стояти лiворуч, але сподобив стати праворуч зо всiма святими. Амiнь. Молитва 2 Великий угоднику i святителю Божий Миколаю, пастирю й учителю всiх, хто зо щирим проханням вдається за твоєю допомогою! Ти допомагав тим, якi до тебе вдавалися, допоможи й менi в усiх труднощах i потребах мого життя. Коли прийде хвилина, де сила моя заслабка, де труднощi, що стають на дорозi життя мого, завеликi для мене, ти, угоднику Божий, подай менi помiчну твою руку i стань менi на охорону, як ставав завжди тим, що в труднощах i небезпеках пам’ятали про тебе. Поблагослови мене святительською твоєю рукою, настав на стежку добру, запали в менi вiру непохитну i моли Христа Бога спастися душi моїй. Амiнь. |

## Тропар
Тропар, глас 4: «Правилом віри і образом лагідности, учителем повздержности явила тебе твоєму стаду всіх речей істина. Ради цього придбав ти смиренням високе, убогістю — багате, отче, священноначальнику Миколаю. Моли Христа Бога, щоб спаслися душі наші.»